# 仙后座SU
仙后座SU，又名BD+68 200，HD 17463、SAO 12472、HR 829，是仙后座的一颗恒星，视星等为5.8，位于銀經133.47，銀緯8.52，其B1900.0坐标为赤經2h 43m 2.8s，赤緯+68° 8.52′ 27″。